# Остиенсе (вокзал)
Рома Остиенсе — вокзал, расположенный на Пьяцца-деи-Партиджани в квартале Остиенсе в Риме (Италия), в небольшом расстоянии от ворот Сан-Паоло. Он находится в введении Centostazioni, дочерней компании Ferrovie dello Stato. Городские железнодорожные линии FR1, FR3 и FR5 проходят через эту станцию. Рядом расположена станция метро Пирамиде линии B и вокзал Порта Сан-Паоло. расположенный на железной дороге Рим — Лидо.

## История
В ознаменование предстоящего визита Адольфа Гитлера в Рим в 1938 году был построен нынешний вокзал Остиенсе взамен невзрачной станции, существовавшей на этом месте, с целью произвести впечатление на германского диктатора. Была построена новая дорога, связывающая новый вокзал с воротами Сан-Паоло, названная Виа A. Гитлер, но после Второй мировой войны она была переименована в Viale delle Cave Ardeatine.
Визит Гитлера был воспроизведён в фильме режиссёра Этторе Сколы Необычный день (Una giornata particolare), который также использовал документальную кинохронику, запечатлевшую встречу на вокзале  Гитлера, Бенито Муссолини и короля Италии Виктора Эммануила III.

## Здание вокзала
Вокзал был построен по проекту архитектора Роберто Нардуччи. Помимо того, что здание вокзала было построено в стиле любимым Адольфом Гитлером, облик мраморного фасада почти полностью повторял вид итальянского павильона на Римской всемирной выставке 1942 года (проект дизайна вокзала не был реализован до конца из-за войны). Здание вокзала было открыто 28 октября 1940 года.
Весь фасад выполнен из травертина а вход отмечен колонным портиком. На правой стороне вокзала расположен рельеф работы Франческо Наньи, изображающий мифологические фигуры Беллерофонта и Пегаса. На левой же установлен в 1957 году фонтан. Пол выложен чёрно-белой мозаикой, иллюстрирующей историю и легенды Рима.
На противоположной к путям стороне была построена новая торговая секция к Чемпионату мира по футболу 1990 из-за большого количества пассажиров, прибывавших сюда из аэропорта Леонардо да Винчи.  Однако после окончания чемпионата естественно размер пассажирооборота снизился, и многие магазины стали закрываться. В 2012 году эта секция была преобразована в филиал сети Eataly.

## Площадь
Площадь у вокзала получила название Пьяццале деи Партиджани во время Второй мировой войны. Сейчас она главным образом используется как автовокзал и парковка. До 1990 года на площади существовал ухоженный сад и фонтан, ныне не действующий и построенный в 1950-х годах как часть проекта архитектора Роберто Нардуччи. Фонтан был необъяснимо исключён из планов по реконструкции и модернизации к Мундиалю 1990, несмотря на то что площадь была частью амбициозного проекта "Cento Piazze". Небольшие пальмовые садики сегодня занимают бездомные, всякого рода беженцы.  Каждый понедельник и пятницу на площади волонтёры Красного Креста раздают еду бездомным несмотря на протесты местных жителей.

## Развязки
- Станция метро Пирамиде линии B Римского метрополитена.

- Станция Рома Порта Сан-Паоло на железнодорожной линии Рим — Лидо.

- 3 - 23 - 30 экспресс - 75 - 77 - 83 - 96 - 280 - 715 - 716 - 719 - 769 - 775 - 780.

## Галерея

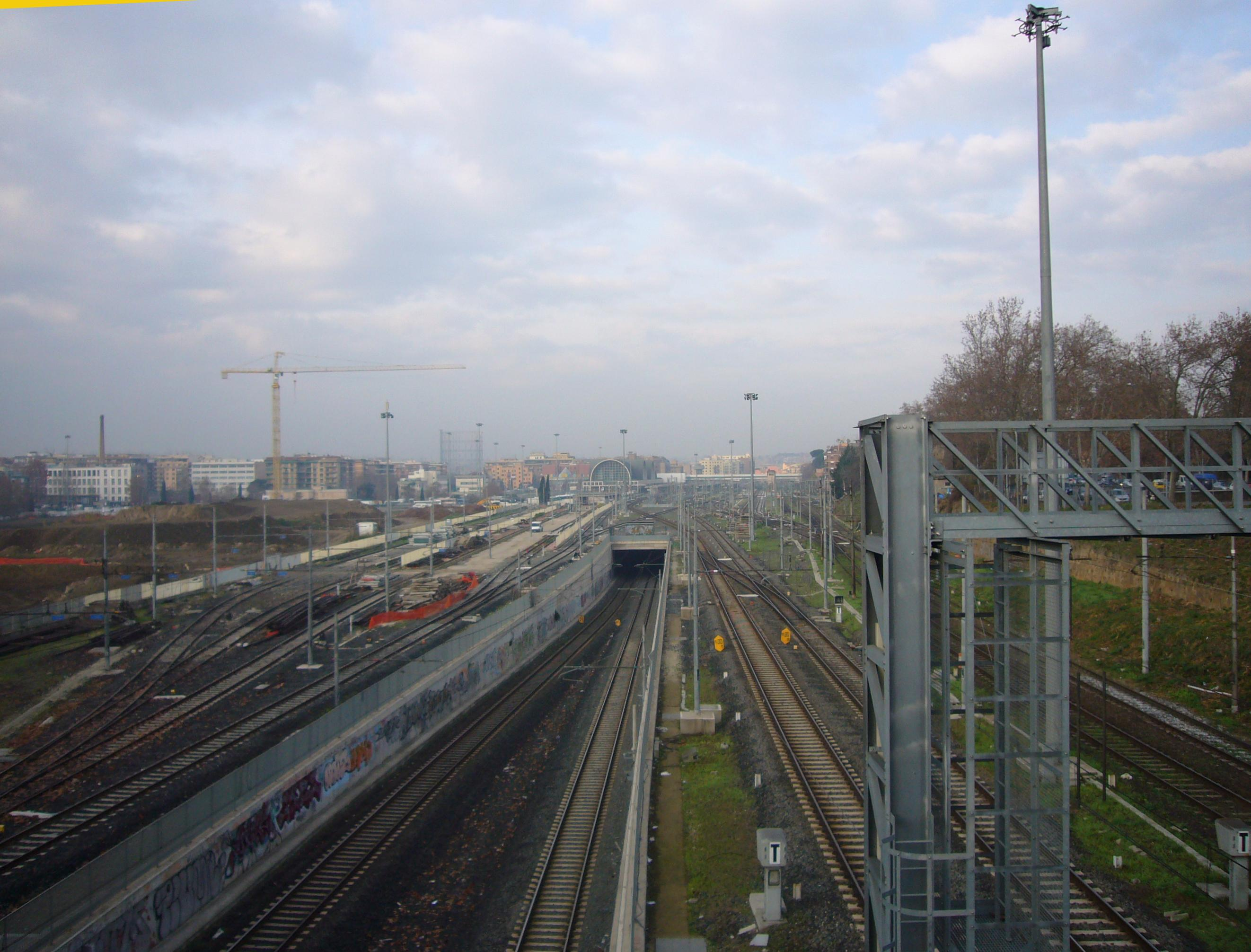
Вид на пути со стороны шоссе Христофора Колумба
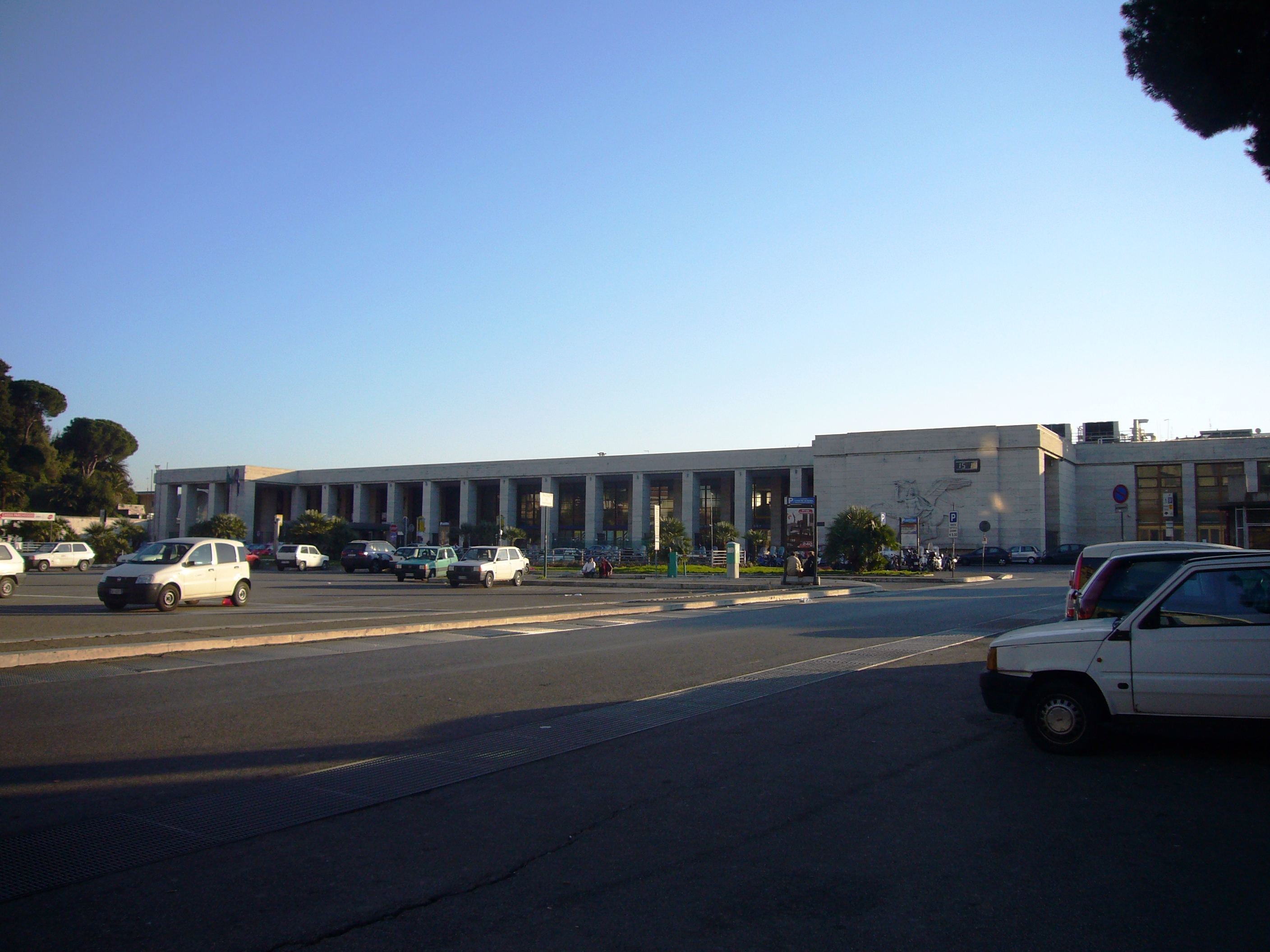
Вокзал и площадь перед ним
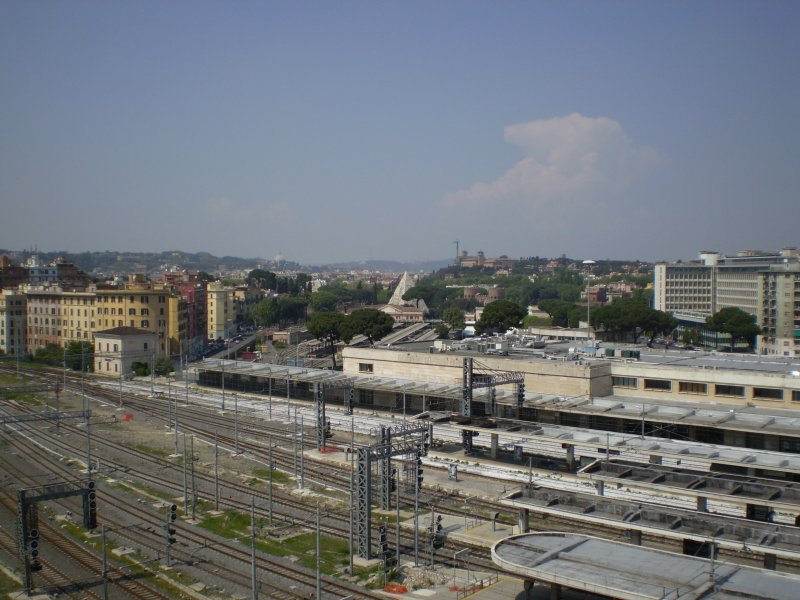
Вид на вокзал со станцией Пирамиде на фоне.